# Potpićan
Potpićan (en italien : Sottopédena) est une localité de Croatie située en Istrie, dans la municipalité de Kršan, dans le comitat d'Istrie. En 2001, la localité comptait 614 habitants.

## Démographie
| 1948 | 1953 | 1961 | 1971 | 1981 | 1991 | 2001 |
| ---- | ---- | ---- | ---- | ---- | ---- | ---- |
| 25   | 42   | 464  | 430  | 421  | 697  | 614  |